# Ramadhani Nkunzingoma
Ramadhani Nkunzingoma(2 de setembro de 1977) é um ex-futebolista ruadanês que atuava como goleiro.
Nkunzingoma foi o goleiro titular que participou da campanha de Ruanda na CAN em 2004, sofrendo 2 gols em 3 jogos da fase de grupos.